# Griffith (Indiana)
Griffith és una població dels Estats Units a l'estat d'Indiana. Segons el cens del 2000 tenia 17.334 habitants.

## Demografia
Segons el cens del 2000, Griffith tenia 17.334 habitants, 6.728 habitatges, i 4.749 famílies. La densitat de població era de 933,4 habitants/km².
Dels 6.728 habitatges en un 33,9% hi vivien nens de menys de 18 anys, en un 54,3% hi vivien parelles casades, en un 12% dones solteres, i en un 29,4% no eren unitats familiars. En el 25% dels habitatges hi vivien persones soles el 8% de les quals corresponia a persones de 65 anys o més que vivien soles. El nombre mitjà de persones vivint en cada habitatge era de 2,57 i el nombre mitjà de persones que vivien en cada família era de 3,1.
Per edats la població es repartia de la següent manera: un 25,5% tenia menys de 18 anys, un 9,2% entre 18 i 24, un 31,7% entre 25 i 44, un 22,7% de 45 a 60 i un 10,8% 65 anys o més.
L'edat mediana era de 36 anys. Per cada 100 dones de 18 o més anys hi havia 91,9 homes.
La renda mediana per habitatge era de 50.030$ i la renda mediana per família de 57.090$. Els homes tenien una renda mediana de 44.817$ mentre que les dones 27.036$. La renda per capita de la població era de 21.866$. Entorn del 2,7% de les famílies i el 3,9% de la població estaven per davall del llindar de pobresa.

## Poblacions més properes
El següent diagrama mostra les poblacions més properes.